# Георги Тимев
Георги Димитров Тимев е български революционер и политик, деец на Вътрешната македоно-одринска революционна организация и на Българската комунистическа партия.

## Биография
Георги Тимев е роден в 1887 година в мелнишкото село Любовка, което тогава е в Османската империя. Влиза във ВМОРО и участва в съпротивата срещу османската власт. В 1919 година участва в създаването на комунистическа организация в Любовка. В същата година е избран за общински съветник. Дейци на ВМРО арестуват съветниците комунисти, в това число и Георги Тимев, и след жестоки инквизиции на 10 септември 1922 година ги убиват в местността Лопово в Пирин.